# Peccioli
Peccioli – miejscowość i gmina we Włoszech, w regionie Toskania, w prowincji Piza.
Według danych na rok 2004 gminę zamieszkiwało 4831 osób, 52,5 os./km².